# 板桥乡 (桂阳县)
板桥乡原属湖南省桂阳县下辖乡。2012年4月撤销，板桥乡与樟木乡成建制并入流峰镇。撤销前的樟木乡行政区划代码431021213，2011年末下辖现田村、步云村、金塘村、泉溪村、谢家村、敖背村、麻布村、坛边村、枧溪村、东庄村、泮塘村、回龙村、板桥村共计13行政村。